# Kaoh Thum
Kaoh Thum är ett distrikt i Kambodja.   Det ligger i provinsen Kandal, i den södra delen av landet, 60 km söder om huvudstaden Phnom Penh.